# Aurora-Preis zur Förderung der Menschlichkeit
Der Aurora-Preis zur Förderung der Menschlichkeit wird seit 2016 von der Aurora Humanitarian Initiative vergeben. Mit dem Preis werden Personen geehrt, deren Handlungen einen außerordentlichen Beitrag zur Förderung humanitärer Zwecke geleistet haben. Er wurde aus Dankbarkeit denen gegenüber gestiftet, die der armenischen Bevölkerung während des Völkermordes an den Armeniern humanitäre Hilfe und Unterstützung gewährt haben.
Im Namen der Überlebenden des Völkermordes an den Armeniern und als Zeichen der Dankbarkeit gegenüber ihren Rettern wird ein Aurora-Preisträger gewürdigt. Die Auszeichnung ist mit einem Preisgeld von 1.000.000 US-Dollar verbunden, das dem Preisträger die einzigartige Gelegenheit gibt, den Kreislauf des Gebens fortzusetzen und die Organisationen zu unterstützen, die Menschen in Not helfen.

## Geschichte und Hintergrund
Der Aurora-Preis zur Förderung der Menschlichkeit ist eines von mehreren Projekten der Aurora Humanitarian Initiative. Der Preis wird von der Aurora Humanitarian Initiative vergeben. Er wurde offiziell am 10. März 2015 in New York gestartet. Stiftung und Preis wurden nach Arshaluys Mardikian benannt, die nach dem Genozid in die USA gelangte, wo sie den Namen Aurora Mardiganian annahm. Die römische Göttin der Morgenröte, Aurora, diente auch als Inspiration für die Benennung des Preises. Der Preis soll „diejenigen ehren, die ihre eigene Sicherheit riskieren, aufgrund ihres besonderen Sinnes für Menschlichkeit und Verantwortung, und die lebensrettende Anliegen mit konkreten Maßnahmen unterstützen“. 
Die Aurora Humanitarian Initiative wurde von Ruben Vardanyan, Noubar Afeyan und Vartan Gregorian gegründet. Die Grundidee der Initiative ist das Prinzip der „aktiven Dankbarkeit“ (gratitude in action). Damit wollen die Gründer an die Menschen erinnern, die während des Genozids an den Armeniern den Verfolgten halfen. und diejenigen Menschen und Projekte unterstützen, die „den Hilflosesten und Ärmsten unter großem eigenen Risiko helfen“.
Der Aurora-Preisträger und Arzt Tom Catena hat seit 2018 den Vorsitz der Initiative inne.

## Nominierungs- und Auswahlprozess
Alle humanitären Organisationen und alle Bürger können Individuen nominieren, von denen sie glauben, mit ihren Taten einen außergewöhnlichen Beitrag zur Wahrung menschlichen Lebens und zur Förderung humanitärer Anliegen angesichts wachsender Not erbracht zu haben. Selbstnominierungen sind ausgeschlossen.
Die Mitglieder der Expertengruppe beurteilen alle in Frage kommenden Nominierungen nach den Auswahlkriterien des Aurora-Preises, um die gesamte Liste auf 20 bis 25 Nominierte einzugrenzen, die dann der Auswahlkommission vorgelegt werden. Diese Gruppe besteht aus humanitären Fachleuten und Verantwortlichen von humanitären Hilfsorganisationen.
Die Nominierungen werden unter Aufsicht eines unabhängigen Dritten geprüft. Die Auswahl der Finalisten und die Wahl des Preisträgers trifft die Auswahlkommission des Aurora-Preises nach den folgenden Kriterien:
Mut bei der Bewältigung erheblicher Risiken, über das übliche Maß einer Berufspflicht hinauszugehen, um anderen beim Überleben zu helfen;
Hingabe sich zu moralischen Werten wie Integrität, Freiheit, Gerechtigkeit, Ehrlichkeit, Aufrichtigkeit, Verantwortung und Mitgefühl zu verpflichten sowie sich direkt daran zu beteiligen, anderen beim Überleben zu helfen;Einfluss auf ihre Gemeinschaft, ihr Land oder auf der Welt insgesamt; eine langfristige Wirkung bei der Rettung von Leben zu haben; eine Inspiration für andere zu sein, um Leben zu retten; das Leben einer großen Zahl an Menschen zu retten.
Die Auswahlkommission besteht aktuell (Stand 2021) aus dem Vorsitzenden Ara Darzi (Direktor des Institute of Global Health Innovation am Imperial College London) sowie aus den weiteren Mitgliedern Shirin Ebadi (Friedensnobelpreisträgerin 2003), Leymah Gbowee (Friedensnobelpreisträgerin 2011), Hina Jilani (Menschenrechtsaktivistin), Bernard Kouchner (Gründer von  Médecins Sans Frontières), Paul Polman, John Prendergast (Menschenrechtsaktivist), Mary Robinson (ehemalige Präsidentin der Republik Irland), Ernesto Zedillo (ehemaliger Präsident Mexikos). Darüber hinaus sind George Clooney (Schauspieler) und Benjamin Ferencz (Friedens- und Menschenrechtsaktivist) Ehrenvorsitzende der Auswahlkommission.

## Aurora-Preis 2016
Die erste Auswahlkommission des Preises bestand aus den Co-Vorsitzenden Elie Wiesel und George Clooney sowie Oscar Arias, Shirin Ebadi, Leymah Gbowee, Mary Robinson, Hina Jilani, Gareth Evans und Vartan Gregorian.

### Nominierungen
Nominierungen für den Aurora-Preis 2016 waren vom 1. Juli bis zum Oktober 2015 möglich. Es gab 186 Einsendungen aus 27 Ländern für 113 verschiedene Kandidaten.
Neben der späteren Preisträgerin waren darunter folgende Finalisten:
- Tom Catena ist der einzige niedergelassene Arzt in der Nähe der Grenze zwischen dem Sudan und dem Südsudan und ist daher für die Versorgung von 500.000 Menschen in der Region verantwortlich. Trotz zahlreicher Bombenanschläge auf das Krankenhaus durch die sudanesische Regierung bleibt Catena im Klinikareal, damit er jederzeit in Bereitschaft sein kann. Er wurde zu einem der TIME 100 Most Influential People in 2015 ernannt.
- Marguerite Barankitse vom Maison Shalom und dem REMA-Krankenhaus, Burundi, rettete tausende Leben und kümmerte sich in den Jahren des Bürgerkriegs in Burundi um Waisen und Flüchtlinge. Als der Krieg begann, versuchte Barankitse als Angehörige des Tutsi-Volkes, 72 ihrer nächsten Hutu-Nachbarn zu verstecken, um sie vor Verfolgung zu bewahren. Sie wurden entdeckt und hingerichtet, während Barankitse gezwungen wurde zuzusehen. Nach diesem entsetzlichen Geschehen rettete sie Kinder und Flüchtlinge und sorgte für sie. Insgesamt hat sie etwa 30.000 Kinder gerettet. 2008 eröffnete sie ein Krankenhaus, das bis heute mehr als 80.000 Patienten behandelt hat.
- Syeda Ghulam Fatima kämpft dafür, die Schuldknechtschaft, eines der letzten Überbleibsel moderner Sklaverei, in Pakistan zu beseitigen. Fatima hat tausende pakistanische Arbeiter befreit, einschließlich etwa 21.000 Kinder, die dazu gezwungen wurden, für Ziegelofenbesitzer zu arbeiten, um Schulden zu begleichen. Fatima hat Mordanschläge und mehrfache Misshandlungen im Laufe ihres Aktivismus überlebt.
- Bernard Kinvi wurde mit 19 Jahren Priester, nachdem er seinen Vater und seine vier Schwestern aufgrund anhaltender Gewalt und Krankheiten verloren hatte. Pater Kinvi verließ sein Heimatland Togo, um eine katholische Mission in der Zentralafrikanischen Republik anzuführen. Im Jahre 2012 brach der Bürgerkrieg aus. Inmitten der Gewalt stellte Pater Kinvis Mission Zuflucht und Gesundheitsvorsorge für Menschen auf beiden Seiten des Konfliktes zur Verfügung und rettete dabei hunderte Menschen vor Verfolgung und Tod.

### Preisverleihung
Die Preisverleihung fand am 24. April 2016 in Jerewan im Karen Demirchyan Sports and Concerts Complex statt. Sie wurde von der Opernsängerin Hasmik Papian und dem Journalisten und Literaten David Ignatius moderiert und mit dem Film „Aurora“ eröffnet, einem Zeichentrickfilm produziert und unter Regie von Eric Nazarian, mit Serj Tankians “Aurora’s Dream” als Soundtrack. Jeder Finalist wurde mit einer kurzen Dokumentation unter der Regie Andrey Loshaks eingeführt.
Der erste Aurora-Preis ging an Marguerite Barankitse aus Burundi. Sie wählte die folgenden zu fördernden Organisationen aus: die Fondation Jean-Francois Peterbroeck, die Fondation du Grand-Duc et de la Grande-Duchesse und die Fondation Bridderlech Deelen.
Die Statuette des Aurora-Preises zur Förderung der Menschlichkeit wurde von Manvel Matevosyan modelliert und trägt den Namen „Towards Eternity“.

## Aurora-Preis 2017
Der Auswahlkommission unter dem Co-Vorsitz von George Clooney gehörten Oscar Arias, Shirin Ebadi, Gareth Evans, Leymah Gbowee, Hina Jilani und Mary Robinson an.

### Nominierungen
Nominierungen für den Aurora-Preis 2017 waren zwischen dem 1. Juni und dem 9. September 2016 möglich. Es wurden 558 Vorschläge aus 66 Ländern für 254 verschiedene Kandidaten eingereicht. Die Auswahlkommission entschied sich für die folgenden Finalisten:
- Fartuun Adan and Ilwad Elman
- Jamila Afghani
- Tom Catena
- Muhammad Darwish
- Denis Mukwege

## Aurora-Preis 2018
Der Auswahlkommission unter dem Co-Vorsitz von George Clooney gehörten Oscar Arias, Shirin Ebadi, Leymah Gbowee, Mary Robinson, Bernard Kouchner, Ara Darzi und Samantha Power an.

### Nominierungen
Die Kommission wählte die drei Finalisten aus rund 750 eingegangenen Nominierungen und 509 Kandidaten aus 115 Ländern aus. Sie entschied sich für die folgenden Finalisten:
- Héctor Tomás González Castillo, mexikanischer Franziskaner (OFM), der in Südmexiko einen Zufluchtsort für Migranten geschaffen hat („La 72“)
- Sunitha Krishnan (* 1972), indische Sozialaktivistin und Gründerin der Organisation „Prajwala“, die sich gegen sexuelle Ausbeutung einsetzt und die Opfer derselben unterstützt
- Kyaw Hla Aung (1940–2021), Rechtsanwalt aus Myanmar, der sich jahrzehntelang für die Rechte der Rohingya einsetzte.

### Preisträger
Der Aurora-Preis 2018 ging an U Kyaw Hla Aung.

## Aurora-Preis 2019
Dem Aurora-Preis-Auswahlkomitee für 2019 gehörten Oscar Arias, Shirin Ebadi und Leymah Gbowee, Mary Robinson, Ernesto Zedillo, Hina Jilani, Gareth Evans, Bernard Kouchner, Samantha Power, der Menschenrechtsaktivist und Gründungsdirektor des ENOUGH Projekts John Prendergast, Waleri Gergijew und der Präsident der Carnegie Corporation of New York Vartan Gregorian. Den Vorsitz der Auswahlkommission führt Lord Ara Darzi. Benjamin Ferencz und George Clooney.

### Nominierungen
- Mirza Dinnayi
- Zannah Bukar Mustapha
- Huda Al-Sarari

### Preisträger
Der Aurora-Preis 2019 wurde an Mirza Dinnayi verliehen.

## Aurora-Preis 2020
Dem Aurora-Preis-Auswahlkomitee für 2020 gehörten Shirin Ebadi und Leymah Gbowee, Mary Robinson, Ernesto Zedillo, Hina Jilani, Bernard Kouchner, Paul Polman, Samantha Power, der Menschenrechtsaktivist und Gründungsdirektor des ENOUGH Projekts John Prendergast und der Präsident der Carnegie Corporation of New York Vartan Gregorian an. Den Vorsitz der Auswahlkommission führte Lord Ara Darzi. Benjamin Ferencz und George Clooney waren Ehrenvorsitzende der Auswahlkommission.

### Nominierungen
- Fartuun Adan und Ilwad Elman
- Angélique Namaika
- Sophie Beau und Klaus Vogel
- Sakena Yacoobi

### Preisträger
Der fünfte von der Aurora Humanitarian Initiative verliehene Aurora-Preis zur Förderung der Menschlichkeit wurde an Fartuun Adan und Ilwad Elman verliehen, das Mutter-Tochter-Team, das das Elman Peace and Human Rights Centre in Somalia leitet.

## Aurora-Preis 2021
Dem Aurora-Preis-Auswahlkomitee gehören derzeit Shirin Ebadi, Leymah Gbowee, Mary Robinson, Ernesto Zedillo, Hina Jilani, Bernard Kouchner, der Journalist, Schriftsteller und Pulitzer-Preis-Gewinner Dele Olojede, Paul Polman, der Menschenrechtsaktivist und Gründungsdirektor des ENOUGH Projekts John Prendergast und der Präsident der Carnegie Corporation of New York Vartan Gregorian (1934–2021). Den Vorsitz der Auswahlkommission führt Lord Ara Darzi. Benjamin Ferencz und George Clooney sind Ehrenvorsitzende der Auswahlkommission.

### Nominierungen
Die Aurora Humanitarian Initiative hat die Namen der fünf Aurora-Finalisten 2021 bekannt gegeben, die von der Auswahlkommission für den Aurora-Preis für ihren Mut, ihr Engagement und ihren Einfluss ausgewählt:
- Grégoire Ahongbonon
- Ruby Alba Castaño
- Paul Farmer
- Julienne Lusenge
- Ashwaq Moharram

### Preisträger
Der sechste vergebene Aurora-Preis zur Förderung der Menschlichkeit wurde heute an Julienne Lusenge verliehen, eine Menschenrechtsverteidigerin, Mitbegründerin der Frauensolidarität für inklusiven Frieden und Entwicklung (SOFEPADI) und des Fonds für kongolesische Frauen (FFC), die sich seit Jahren für die Opfer sexueller Gewalt in Kriegen einsetzt.

## Aurora-Preis 2022
Am Gedenktag an den Völkermord an den Armeniern, gab die Aurora Humanitarian Initiative die Namen der Aurora-Finalisten 2022 bekannt, die aufgrund ihres außergewöhnlichen Einflusses, ihres Mutes und ihres Engagements unter Einsatz ihres Lebens zum Wohle anderer ausgewählt wurden.
- Jamila Afghani (Afghanistan)
- Hadi Jumaan (Jemen)
- Mahienour El-Massry (Ägypten)

### Preisträger
Der siebte vergebene Aurora-Preis zur Förderung der Menschlichkeit wurde an Jamila Afghani verliehen, eine Pädagogin, Menschenrechtsverteidigerin und die Gründerin der Noor Educational and Capacity Development Organization (NECDO). Afghani setzt sich seit mehr als 25 Jahren dafür ein, den Frauen in Afghanistan Zugang zu Bildung zu verschaffen.

## Aurora-Preis 2024
Der Auswahlkommission für den Aurora-Preis gehören Leymah Gbowee, Mary Robinson, Louise Richardson, Ernesto Zedillo, der Journalist und Pulitzer-Preisträger Dele Olojede, Paul Polman, Hamdi Ulukaya und der Menschenrechtsaktivist und Autor John Prendergast an. Den Vorsitz der Auswahlkommission führt Ara Darzi.
Die Aurora Humanitarian Initiative hat auf der Jahrestagung der Clinton Global Initiative in New York City die drei Finalisten bekannt gegeben, die in die Endauswahl für den Aurora-Preis 2024 zur Förderung der Menschlichkeit gekommen sind.
Die Aurora-Finalisten 2024 sind:
- Abdulhadi Al-Khawaja
- Denis Mukwege
- Nasrin Sotoudeh

### Preisträger
Der Aurora-Preis 2024 wurde an Denis Mukwege verliehen, einen Gynäkologen, Frauenrechtler und Friedensnobelpreisträger aus der Demokratischen Republik Kongo, der sich seit 1999 gegen sexuelle Gewalt engagiert und den Opfer solcher Gewalt in dem von ihm gegründeten Panzi-Hospital in Bukavu medizinisch und psychologisch unterstützt.

## Aurora Dialogues

### 2016
Die ersten Aurora Dialogues fanden am 23. April 2016 im Matenadaran in Jerewan statt. Unter den Teilnehmern waren u. a. Hina Jilani, Shirin Ebadi und Gareth Evans.

### 2017
Im Jahr 2017 fanden die Aurora Dialogues vom 27. bis 28. Mai in Jerewan, sowie vom 4. bis 5. Dezember in Berlin statt.
Zahlreiche hochrangige Gäste kamen am 27. und 28. Mai 2018 in Jerewan zusammen, um an Diskussionen und anderen Gesprächsformaten im Rahmen der Aurora Dialogues teilzunehmen. Internationale humanitäre Akteure sowie Vertreter aus Wissenschaft und Philanthropie gingen dabei den Fragen nach, wie ein globaler Zugang zu Bildung sichergestellt und Not gemindert werden kann und welche Rolle die Medien in der Information über humanitäre Krisen spielen. Ferner widmeten sich die Aurora Dialogues den Themen Menschenrechtsschutz, globalen Vorbildfunktionen und Förderung von Geflüchteten.
Die zweiten Aurora Dialogues des Jahres wurden am 4. und 5. Dezember 2017 unter dem Titel “Millions on The Move: Need for Development and Integration” in der Berliner Repräsentanz der Robert Bosch Stiftung abgehalten. Die Sprecher erörterten den aktuellen Stand globaler Migration und beleuchteten verschiedene Akteure und Programme, die in diesem Zusammenhang positiven Wandel vorantreiben.

### 2018
Die Aurora Dialogues 2018 fanden in New York (im März und im September), Moskau, Jerewan und Berlin statt.

### 2019
Die Aurora Dialogues 2019 fanden vom 17. bis 21. Oktober 2019 in Armenien im Rahmen des ersten Aurora-Forums statt.

### 2020
Die Aurora Dialogues 2020 fanden aufgrund der COVID-19-Pandemie online statt, sodass sich Menschen aus der ganzen Welt an der Diskussion beteiligen und zu ihr beitragen konnten.

### 2021
Aufgrund der Einschränkungen, die sich durch den weltweiten Ausbruch von COVID-19 ergeben, finden einige der Aurora Dialogues-Veranstaltungen weiterhin online statt.